# IC 5358-2
IC 5358-2 — галактика типу E-S0 (еліптична спіральна галактика) у сузір'ї Скульптор.
Цей об'єкт міститься в оригінальній редакції індексного каталогу.